# Madhuca insignis
Madhuca insignis là một loài thực vật có hoa trong họ Hồng xiêm. Loài này được (Radlk.) H.J.Lam mô tả khoa học đầu tiên năm 1925.